# الكوفخة (فلسطين)
الكوفخة قرية فلسطينية دمرت في حرب 1948، تقع في شمال شرق مدينة غزة من أراضي فلسطين المحتلة وتبعد عنها 19 كم، من الجنوب قرية المحرقة، ومن الشرق منطقة الهزيل، ومن الغرب قرية هوج، ومن الشمال قرية الجمامة، وترتفع عن سطح البحر حوالي 150 مترًا.

## القرية قبل النكبة
كانت القرية تقع في بقعة رملية في النقب الشمالي، وقد أسسها في أواخر القرن التاسع عشر نفر من سكان غزة ممن أتو لزراعة الأراضي المجاورة. يتوسط القرية مسجد بني أيام السلطان عبد الحميد الثاني (1876-1909)، وكانت شبكة من الطرق الفرعية تربطها بالطرق العامة بين غزة وجولس التي كانت تمر بمحاذاة الطريق العام الساحلي، وإلى الجهة الشمالية الغربية منها وادي قليل العمق تسيل فيه مياه الشتاء.
وكانت منازلها منتشرة على محور شمالي بمحاذاة الطرف الجنوبي لوادي أبو شنار أحد فروع وادي هودج. وكان فيها مدرسة ابتدائية، وبعض المتاجر الصغيرة وكان سكانها من المسلمين، ويتزودون المياه للاستعمال المنزلي من بئرين داخل القرية. وكانت القرية تضم آثار خربة كوفخة، التي تشتمل على بقايا صهاريج وأعمدة من الرخام ورأس عمود كورنثي وممرات من الفسيفساء وبعض الأواني الخزفية.
تبلغ مساحة أراضي قرية الكوفخة 8569 دونماً، وبلغ عدد سكانها عام 1922 حوالي 203 نسمة، وعام 1948 بلغ العدد 500 نسمة.
عمل معظم أهالي القرية في الزراعة، وكانوا يعتمدون على الأمطار والري معا (من الآبار والصهاريج والخزانات التي تتجمع فيها مياه الأمطار في فصل الشتاء). تمتعت أراضي القرية بتربة طينية حمراء اللون شديدة الخصوبة، وفي موسم عام 1944\1945، كان فيها ما مجموعه 87 دونمًا مرويًا أو مستخدمًا لبساتين الفاكهة وكروم الزيتون، و7768 دونما (من الأراضي المشاع) تزرع فيها الحبوب.

## احتلال القرية وتدميرها
في عام 1948، دارت عدة معارك ومواجهات بين أهالي القرية والعصابات الصهيونية، الذين غاروا على القرية، ولم يكن الأهالي يملكون غير بضع بنادق، ورغم ذلك كانت هناك مقاومة باسلة، مما اضطر رجال العصابات إلى التراجع، وقام أهالي القرية بمساعدة اخوانهم قرية المحرقة في صد هجوم مماثل. وقد قامت العصابات الصهيونية بإشعال أجران القمح والشعير، بعد دخولهم القرية بدبابات مصفحة، وذلك بعد مقاومة شديدة من الأهالي، مما دفعهم إلى الهجرة جنوباً إلى منطقة غزة، بلغ عدد اللاجئين من قرية الكوفخة حوالي 3562 نسمة.[بحاجة لمصدر] وفقا لما أورده المؤرخ الإسرائيلي بني موريس فإن وحدات من لواء هنيغف (النقب) هاجمت القرية ليل 27- 28 أيار 1948. وقد جاء في نبأ لصحيفة (نيويورك تايمز)، نشرته في عددها الصادر بتاريخ 30 أيار، أن كوفخة وقرية المحرفة المجاورة سقطتا. وقد طرد سكان كوفخة من قريتهم على الرغم من أنهم (عرضو الاستسلام مرارا، قبل ذلك، والقبول بالحكم اليهودي في مقابل السماح لهم بالبقاء فيها، لكن من دون جدوى) أما طلبهم البقاء في القرية فقد رفضته السلطات الإسرائيلية بحجة أن مثل هذه الطلبات هو دوما «إما غير صادق، وإما لا يمكن الركون إليه».

## القرية اليوم
لم يبق من القرية اليوم سوى مسجدها (المسجد الكبير) الذي يستعمل اليوم مخزنا لعلف الحيوانات وإسطبل للخيل. وهو بناء حجري مقوس المداخل، وله نوافذ في جهاته كافة، وتعلو سطحه ثلاث قبب قليلة الارتفاع. وتغطي الأنقاض ونبات الصبار وغيره من النباتات الصحراوية الموقع، وهو مسيج ويستخدم مرعى للمواشي. وثمة بستان للحمضيات في جزء من الأراضي المجاورة، وفي سنة 1953 أقيمت مستعمرة نير عكيفا على أراضي القرية، وإلى الغرب منها كيبوتس دوروت وأيضاً مزرعة رئيس الوزراء الإسرائيلي الأسبق أرئيل شارون ومدينة سديروت.